# Ẓ̄
Ẓ̄ (minuscule : ẓ̄), appelé Z macron point souscrit, est une lettre latine utilisée dans la romanisation ISO 233-1 de l’alphabet arabe. Elle est composée d’un Z diacrité d’un point souscrit et d’un macron.

## Utilisation
Dans la romanisation ISO 233-1 de l’alphabet arabe, ‹ ẓ̄ › représente un ẓāʾ šadda ‹ ظّ ›, le z point souscrit ‹ ẓ › et le macron représentant respectivement le ẓāʾ et le šadda.

## Représentations informatiques
Le Z macron point souscrit peut être représenté avec les caractères Unicode suivants : 
- composé et normalisé NFC (latin étendu additionnel, diacritiques) :

| formes    | représentations | chaînes de caractères | points de code | descriptions                                                |
| --------- | --------------- | --------------------- | -------------- | ----------------------------------------------------------- |
| majuscule | Ẓ̄               | Ẓ◌̄                    | U+1E92 U+0301  | lettre majuscule latine z point souscrit diacritique macron |
| minuscule | ẓ̄               | ẓ◌̄                    | U+1E93 U+0301  | lettre minuscule latine z point souscrit diacritique macron |

- décomposé et normalisé NFD (latin de base, diacritiques) :

| formes    | représentations | chaînes de caractères | points de code       | descriptions                                                            |
| --------- | --------------- | --------------------- | -------------------- | ----------------------------------------------------------------------- |
| majuscule | Ẓ̄               | Z◌̣◌̄                   | U+005A U+0323 U+0304 | lettre majuscule latine z diacritique point souscrit diacritique macron |
| minuscule | ẓ̄               | z◌̣◌̄                   | U+007A U+0323 U+0304 | lettre minuscule latine z diacritique point souscrit diacritique macron |

## Sources
- (en) Thomas T. Pederson, Transliteration of Arabic, 2.2, 2008 (lire en ligne)